# 中国共产党中央委员会总书记办公室
中国共产党中央委员会总书记办公室，是中共中央办公厅正司局级内设机构，是中国共产党中央委员会总书记的日常办公机构。

## 简介
历任中国共产党中央委员会主席均未设立过正式的办事机构。1982年中国共产党中央委员会主席被中国共产党中央委员会总书记取代之后，虽然两任总书记胡耀邦、赵紫阳分别以林牧、鲍彤为主要秘书，但也并未明确设立中国共产党中央委员会总书记办公室。直到江泽民担任总书记之后，才明确设立了中国共产党中央委员会总书记办公室这一正式机构。

## 历任主任
1. 贾廷安（1989年6月—2002年）[1]
2. 陈世炬（2002年—2013年）[1]
3. 丁薛祥（2013年7月—2023年3月）[1][2]
4. 韩世明 (2024年7月-) [3]